# خوسيه يواكيم مونيز دي أراغاو
خوسيه يواكيم دي ليما إي سيلفا مونيز دي أراغاو (15 مايو 1887 - 20 يوليو 1974)، كان سفيرًا للبرازيل لدى المملكة المتحدة في الفترة من عام 1940 إلى عام 1952. وكانت زوجتهُ دونا إيزابيل مونيز دي أراجاو.
كان مونيز دي أراجاو من هواة جمع الطوابع المشهورين، وقد أُضيف إلى قائمة هواة جمع الطوابع المتميزين في عام 1949.